# Sissy Frenchfry
Sissy Frenchfry és un curtmetratge LGBTQ+ de 2005 dirigit per J.C. Oliva i protagonitzada per Steven Mayhew, Ross Thomas i Leslie Jordan. És una faula política de secundària que explora què passa quan es sacrifiquen les llibertats personals per promoure una cultura centrada en guanyar jocs, èxit financer i poder.

## Trama
Benvingut a la West Beach High, molt eclèctica i diversa, on l'elecció anual del president del cos estudiantil enfrontarà el peculiar i molt estimat titular Sissy Frenchfry amb un estudiant transferit guapo, carismàtic i socialment intolerant amb un pla tortuós per restaurar l'estatus. quo.
Sissy Frenchfry és l'estudiant més popular de West Beach High. Té els cabells ros decolorats amb puntes rosades, arracades i un sentit de la moda decididament únic. L'eternament bondadós Sissy és president del cos estudiantil, membre de tots els clubs del campus i cap de l'anuari i del diari. Sissy ÉS l'home gran del campus, fins que un dia...
Un estudiant d'intercanvi anomenat Bodey McDodey arriba a West Beach. Bodey és l'esportista americà per excel·lència: guapo, arrogant, encantador i consumat. Està preparat per assumir el comandament com a mascle alfa en el que hauria de ser un entorn familiar de secundària; tanmateix, està sorprès del que troba a West Beach. QB & Ross, el quarterback i linebacker de l'escola, són nuvis i obertament afectuosos; la talentosa però grassona Georgia Peach ocupa la posició d'animadora principal tot i no ser una talla 2; i l'estudiant de vídeo de l'escola i la millor amiga de Sissy, Dana Aquino, és una estudiant transgènere gòtica. "Què passa amb aquesta escola?" es pregunta Bodey. El pitjor de tot és el fet que Sissy Frenchfry, algú que Bodey considera un perdedor i una molèstia, ocupa la posició de màxima autoritat i respecte a l'escola: President del Cos d'Estudiants. Bodey posa la mirada en la presidència, amb l'objectiu de canviar West Beach per sempre.
El que segueix és Bodey subornant, seduint i manipulant el seu camí cap a una posició de popularitat i poder. Sissy ha de triar entre la seva integritat, el seu deure de mantenir la pau de l'escola i el seu propi desig de guanyar les eleccions. La Sissy recuperarà l'escola?

## Premis
- Gran Premi Premi del Jurat - Premis PlanetOut Short Movie[2]
- Premi del públic - PlanetOut Short Movie Awards[3]
- Premi del públic, millor curt masculí - Festival de cinema gai i lèsbic de Long Island
- Premi del Públic, Millor Curtmetratge - Festival Internacional de Cinema Gai i Lèsbic de Barcelona[4]